# Лазаревич, Милан
Милан Лазаревич (серб. Милан Лазаревић; 10 января 1997) — сербский и боснийский футболист, защитник. В настоящее время выступает за «Войводину».

## Карьера
Родился в городе Миличи. До того как стал игроком молодёжки «Войводины» выступал за «Нови-Сад». В начале 2016 года перешёл в клуб первой лиги Сербии «Пролетер», где выступал до конца сезона 2015/2016. Сыграл 10 матчей и забил 1 гол. Летом 2016 года, вернулся в «Войводину», но вскоре на правах аренды вновь перешёл «Пролетер». В мае 2018 года, Лазаревич подписал свой первый профессиональный контракт с «Войводиной» на 2 года.